# Список глав государств в 380 году
Список глав государств в 379 году — 380 год — Список глав государств в 381 году — Список глав государств по годам

## Америка
- Мутульское царство (Тикаль) — Яш-Нун-Айин I, царь (378—414)

## Азия
- Великая Армения:
  - Аршак III, царь (378—387)
  - Вагарш III, царь (378—386)
- Гассаниды — Джафна II ибн аль-Мундир, царь (361—391)
- Дханьявади — Тюрия Вунна, царь[англ.] (375—418)
- Иберия:
  - Мирдат III, царь (365—380)
  - Вараз-Бакур II (Аспакур III), царь (380—394)
- Индия:
  - Вакатака:
    - Притвисена I, император (355—380)
    - Рудрасена II, император (380—385)

  - Гупта:
    - Самудрагупта, махараджа (335—380)
    - Чандрагупта II, махараджа (380—415)

  - Западные Кшатрапы:
    - Рудрасена III, махакшатрап (348—380)
    - Симхасена, махакшатрап (380—382)

  - Кадамба — Кангаварма, царь (365—390)
  - Паллавы (Анандадеша) — Скандаварман II, махараджа (370—385)
- Кавказская Албания — Вачаган II, царь (371/379 — 383)
- Камарупа — Самудраварман, царь (374—398)
- Китай (Период Шестнадцати варварских государств):
  - Восточная Цзинь — Сяо У-ди (Сыма Яо), император (372—396)
  - Ранняя Цинь — Фу Цзянь II, император (357—385)
- Корея (период Трёх государств):
  - Конфедерация Кая — Исипхум, ван (346—407)
  - Когурё — Сосурим, тхэван (371—384)
  - Пэкче — Кынгусу, король (375—384)
  - Силла — Нэмуль, марипкан (356—402)
- Лахмиды (Хира) — Имру аль-Кайс II ибн Амр, царь (368—390)
- Паган — Тили Кьяунг I, король[англ.] (344—387)
- Персия (Сасаниды) — Арташир II, шахиншах (379—383)
- Раджарата — Упатисса I, король (370—412)
- Тарума — Дхармаяварман, царь (372—395)
- Тогон — Мужун Шилянь, правитель (371—390)
- Тямпа — Бхадраварман I (Фан Ху Та), князь (ок. 377 — ок. 399)
- Химьяр — Дара'мар Айман II, царь (375—410)
- Япония — Нинтоку, император (313—399)

## Европа
- Вандалы — Годагисл, король (359—406)
- Вестготы:
  - Атанарих, вождь (365—381)
  - Фритигерн, вождь (ок. 370 — ок. 380)
- Гунны — Балтазар, царь (378—390)
- Думнония — Конан Мериадок, правитель (340—387)
- Ирландия — Ниалл Девять Заложников, верховный король (376—405)
- Папский престол — Дамасий I, папа римский (366—384)
- Римская империя:
  - Грациан, римский император (Запад; 375—383)
  - Валентиниан II, римский император (Запад; 375—392)
  - Феодосий I Великий, римский император (Восток; 379—395)

## Галерея

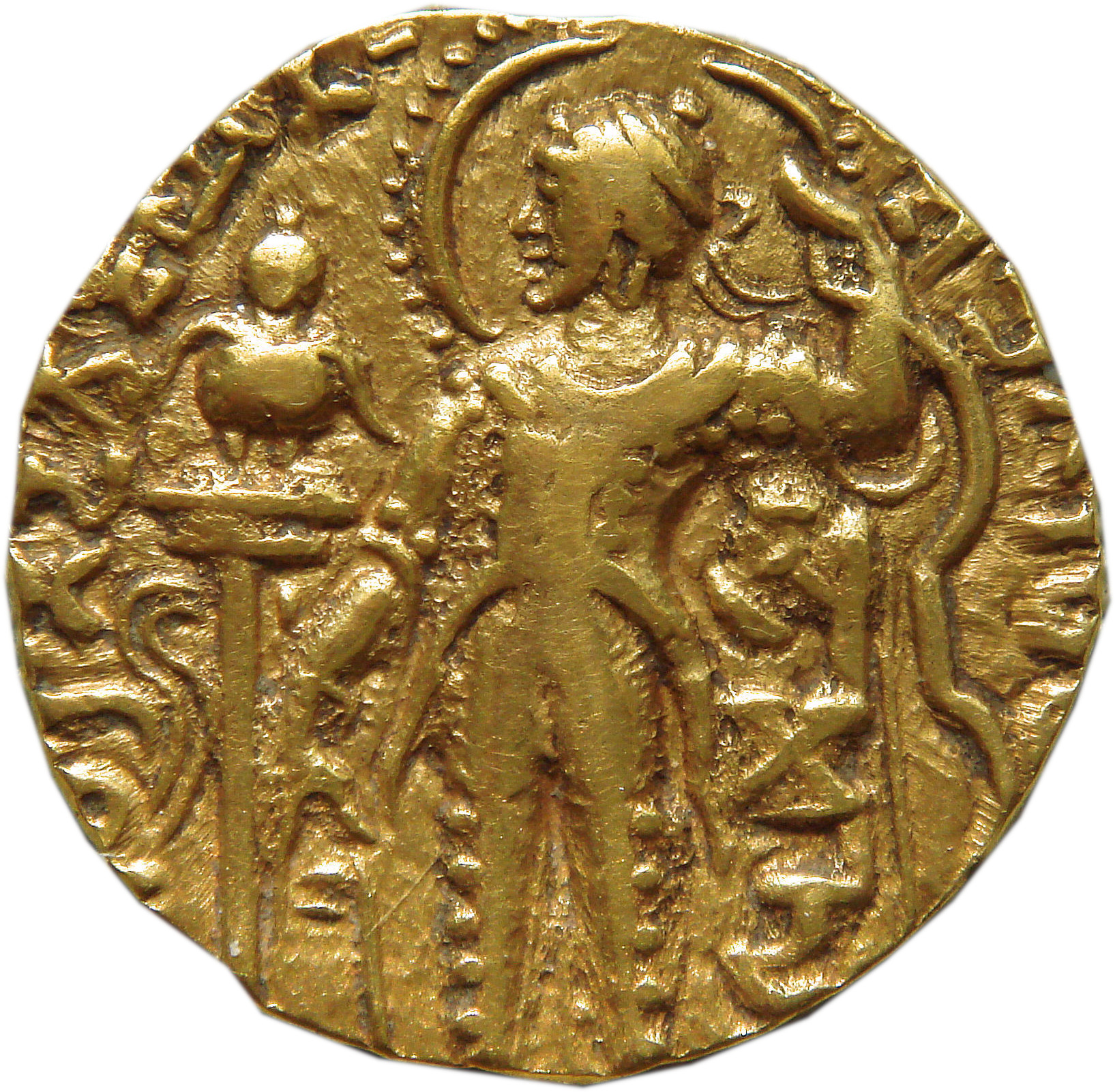
Самудрагупта 335—380 Махараджа Гупты
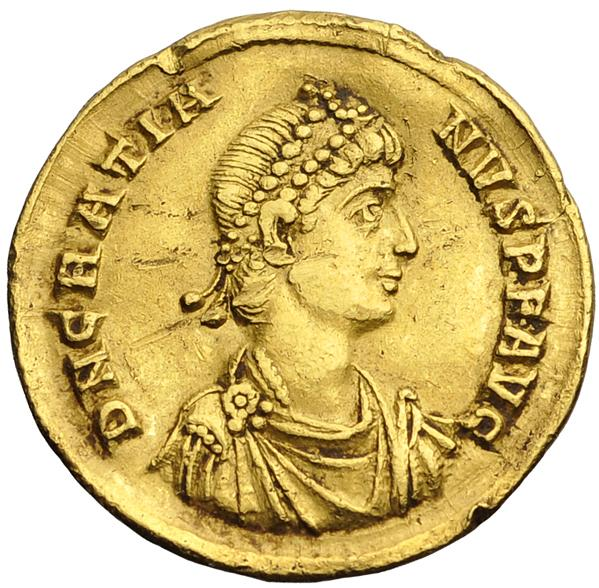
Грациан 375—383 Римский император (Запад)
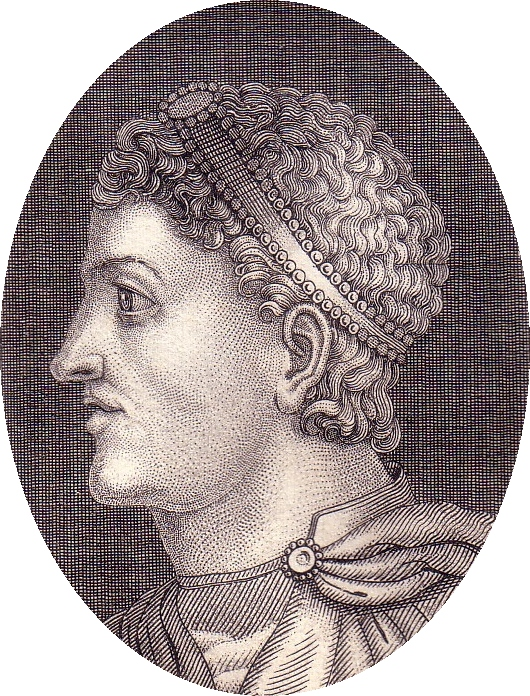
Феодосий I Великий 379—395 Римский император (Восток)
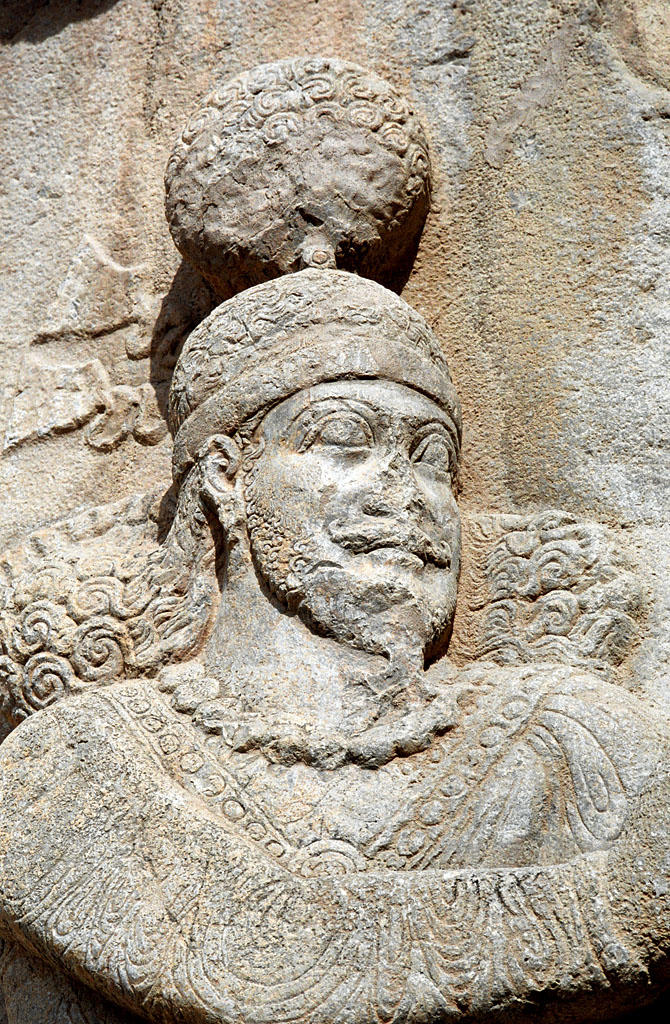
Арташир II 379—383 Шахиншах Персии
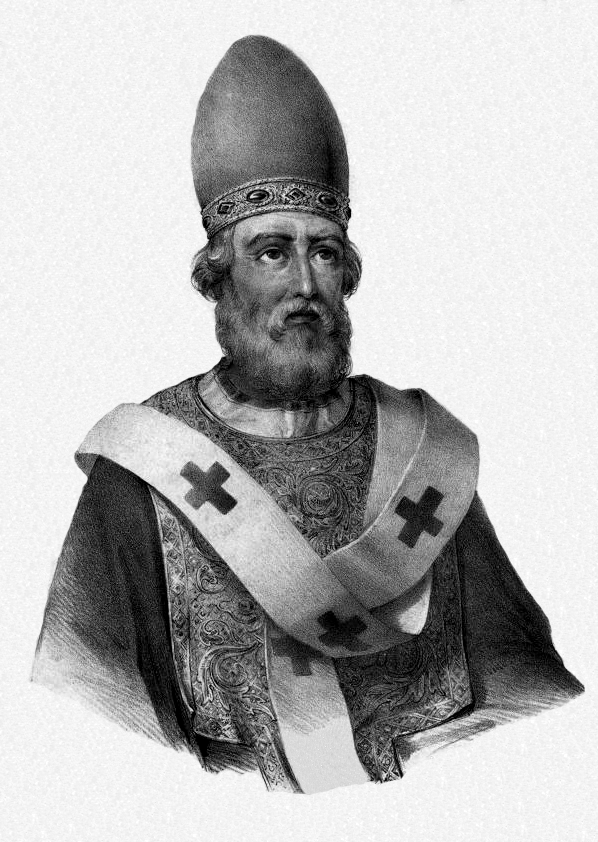
Дамасий I 366—384 Римский папа
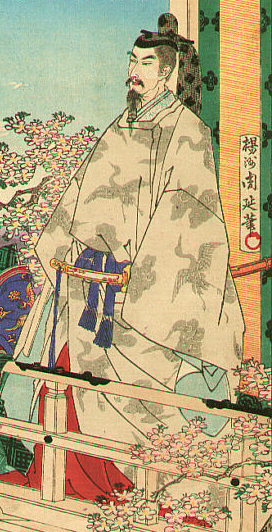
Нинтоку 313—399 Японский император